# Don Quichotte
Don Quichotte és una òpera en cinc actes de Jules Massenet, amb llibret d'Henri Cain, basat en Le chevalier de la longue figure de Jacques Le Lorrain, al seu torn basat en El Quixot de Miguel de Cervantes Saavedra. S'estrenà a l'Òpera de Montecarlo el 19 de febrer de 1910. A Catalunya es va estrenar al Gran Teatre del Liceu de Barcelona el 21 de desembre de 1929.
El compositor francès Émile Pessard (1843-1917), també havia escrit el 1893 una òpera sobre el mateix personatge.